# Сан Марино
Вижте пояснителната страница за други значения на Сан Марино.
Сан Марино (на италиански: San Marino, произношение: sam maˈriːno), официално Светлейшата Република Сан Марино (на италиански: Serenissima Repubblica di San Marino), но обикновено се нарича само Република Сан Марино (на италиански: Repubblica di San Marino), е държава в Южна Европа, в североизточната част от Апенинския полуостров, изцяло обградена от територии на Италия. Това е един от трите страни в света, които са изцяло обградени от друга страна (единствените други анклави, които са всеобщо международно признати държави са Ватиканът, обграден от Италия и Кралство Лесото, обградено от Република Южна Африка).

Столица е едноименният град Сан Марино, а най-голямото селище е Догана в община Серавале. Държавата Сан Марино има площ 61 km2 и население 33 562 души. Това е третата най-малка страна на европейския континент, след Ватикана и Монако и петата най-малка страна в света. Тъй като за дата на основаването ѝ се смята 301 г., Сан Марино се счита за най-старата още съществуваща държава и за най-старата конституционна република в света.

## География
Сан Марино е анклав в покрайнините на Италия. Намира се край брега на Адриатическо море, близо до курортния и пристанищен град Римини. Релефът е изцяло хълмист и неравен, тъй като страната е разположена на североизточния склон на Апенините. Най-високата точка е връх на планината Монте Титано – 739 m над морското равнище, а най-ниската – 55 m. Това е мястото, където река Ауса, най-дългата река в Сан Марино, напуска държавата. В страната няма водоеми със значителен размер. Климатът е влажен субтропичен. Средните годишни валежи варират между 550 – 600 мм. Летните температури варират между 20 и 30 °С, а зимните между -2 и 10 °С. Растителността е средиземноморска субтропична.

## История
Името на държавата произхожда от това на Свети Мариний (Marinus – Свети Марин, Свети Марино; на италиански се упоменава, като Сан Марино, диаконо, т.е. Свети Марин Дякон, за да се разграничи от други светци със същото име), каменоделец, от римската колония на далматинския остров Раб (в съвременна Хърватия), който пътува оттам до град Римини и се установява в града. През 257 г., според античната легенда, участва в преустройването на градската му стена, след разрушаването ѝ от либурнските пирати. Известно време е епископ на селището, при управлението на император Диоклециан става обект на преследване  заради християнските си проповеди, а след това той създава независимо монашеско общество в планината Титано, където е избягал. Там създава малка църква, затова градът и държавата се казват в негова чест Сан Марино, а държавата понякога е наричана „Титанската република“. Официалната дата на създаването на републиката Сан Марино е 3 септември 301 г.  
През 1320 г. хората на село Киезануова решават да се присъединят към страната. През 1463 г. обществата Фаетано, Фиорентино, Монтеджардино и Серавале се присъединяват към Сан Марино, след което границите на републиката не се изменят повече. В 1631 г. папата Урбан VIII признава независимостта на Сан Марино.

През 1797 г. войската на Наполеон Бонапарт заплашва Сан Марино. Независимостта на страната е спасена от един от регентите ѝ, Антонио Онофри, който успява да установи приятелски отношения с Наполеон, който обещава да защитава независимостта на Сан Марино и дори му предлага да разшири територията ѝ до морския бряг. Предложението е отхвърлено от регентите (двамата управители на страната), тъй като те се боят от възможното отмъщение на други държави. В периода Рисорджименто, през XIX век, Сан Марино е безопасно убежище за много хора, гонени за поддръжката си на движенията за обединение на Италия. Като признава тази заслуга, Джузепе Гарибалди приема желанието на Сан Марино да не се присъедини към единната италианска държава.

В периода на Втората световна война - през септември 1944 г. - Сан Марино е окупирана от германските войски. През периода 1945 – 1957 управлява коалиция на комунистическата и социалистическата партия, 1957 – 1986 – коалиция на левите партии, 1986 – 1992 – коалиция на комунистическата и християндемократичната партия, от 1992 г. – коалиция на социалистическата и християндемократическата партия. Сан Марино е членка на ООН от 1992 г.

## Държавно устройство

### Институции
Държавата се управлява според Конституцията на Сан Марино (Leges Statutae Republicae Sancti Marini) - 6 книги, написани на латински във втората половина на XVI век, които очертават държавната политическа система. Конституцията на Сан Марино се счита за най-стария в света управителен документ, който още е в сила.
Сан Марино е република, но също и диархия. Държавни глави са двама капитан-регенти, които се избират за 6 месеца измежду членовете на Големия генерален съвет (еднокамарен парламент – върховен държавен и законодателен орган). Изпълнителен орган – капитан-регентите, съвместно с Държавния конгрес (правителството).

### Административно деление

#### Общини
Най-големият център на Република Сан Марино е Догана, който е населено място в община Серавале. Страната се разделя на 9 общини (на италиански: castelli, [кастели], ед. ч. castello, [кастело], „замък, крепост“). Всяка община носи името на столицата си:
- Сан Марино (столична община)
- Акуавива
- Борго Маджоре
- Доманяно
- Киезануова
- Монтеджардино
- Серавале
- Фаетано
- Фиорентино

- Сградата на правителството
- Почти цял Сан Марино може да се види от Монте Титано

## Стопанство
Сан Марино има тесни и силни стопански и етническо-културни отношения с Италия. Държавното стопанство се основава главно на финансите, промишленото производство, услугите и туризма. Развити са селското стопанство – зърнопроизводство и лозарство. 
Това е една от най-богатите страни в света, що се отнася до БВП на глава от населението и може да се сравнява в това отношение с най-развитите европейски области. Сан Марино се счита за силно устойчиво стопанство с едно от най-ниските равнища на безработица в Европа, няма държавен дълг, а има бюджетен излишък. Въпреки че страната не е част от Европейския съюз, след съглашения с Италия и Европейския съюз, в Сан Марино се използва еврото като валута (преди това - санмаринска лира).
Местните се препитават и от обслужване на чуждестранни туристи. Има предприятия за керамика, текстил, сувенири, хранителни продукти. Важно перо в приходите на страната е издаването на пощенски марки и монети за колекционери.

## Население и култура
Сан Марино има най-малкото население от всички страни-членки на Съвета на Европа. При население 27 хил. жители, гъстотата му е била 446,3 жит. на кв. км. Естествен прираст – 1,5. Средна продължителност на живота – мъже – 77 г., жени – 83 г. 
Етнически състав – санмаринци (италианци) – 98,5 %, други – 1,5 %. Тъй като Сан Марино е обградено изцяло от Италия, няма значителна разлика между населението на Сан Марино и на Италия. Много неместни италианци живеят в Сан Марино. Говори се на италиански, който е и официален език на анклава.